# John Jarman

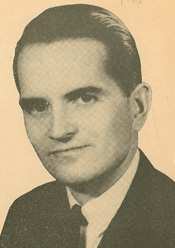
John Jarman

John Jarman (* 17. Juli 1915 in Sallisaw, Sequoyah County, Oklahoma; † 15. Januar 1982 in Oklahoma City, Oklahoma) war ein US-amerikanischer Politiker. Zwischen 1951 und 1977 vertrat er den fünften Wahlbezirk des Bundesstaates Oklahoma im US-Repräsentantenhaus.

## Werdegang
John Jarman besuchte die öffentlichen Schulen in Oklahoma City und zwischen 1932 und 1934 das Presbyterian College in Fulton (Missouri). Danach folgte bis 1937 ein Studium an der Yale University. Jarman beendete seine Studienzeit mit einem Jurastudium an der juristischen Fakultät der Harvard University im Jahr 1941. Danach begann er in Oklahoma City als Rechtsanwalt zu arbeiten. Nach dem Angriff auf Pearl Harbor und dem darauf folgenden Kriegseintritt der Vereinigten Staaten in den Zweiten Weltkrieg wurde Jarman Soldat der US-Armee. Dort diente er in einer Aufklärungseinheit. Im Jahr 1945 war er bei der Gründungskonferenz der UNO in San Francisco anwesend.
Politisch wurde Jarman Mitglied der Demokratischen Partei. Zwischen 1947 und 1948 war er Abgeordneter im Repräsentantenhaus von Oklahoma; von 1949 bis 1950 gehörte er dem Staatssenat an. Bei den Kongresswahlen des Jahres 1950 wurde Jarman in das US-Repräsentantenhaus in Washington gewählt, wo er am 3. Januar 1951 A. S. Mike Monroney ablöste. Nachdem er bei den folgenden zwölf Wahlen jeweils wiedergewählt worden war, konnte er bis zum 3. Januar 1977 insgesamt 13 Legislaturperioden im Kongress absolvieren. Während seiner letzten Amtszeit wechselte er im Jahr 1975 seine Parteizugehörigkeit. Aus Protest gegen die Abberufung von drei Ausschussvorsitzenden durch die Parteiführung der Demokraten trat er der Republikanischen Partei bei. Außerdem war er der Meinung, dass die Demokratische Partei zu liberal sei.
Im Jahr 1976 bewarb er sich nicht um die Nominierung seiner neuen Partei für eine erneute Wahl in das Repräsentantenhaus. Stattdessen zog er sich aus der Politik zurück. Er arbeitete bis zu seinem Tod im Jahr 1982 als Rechtsanwalt in Oklahoma City.